# Aparat Eutaliusza

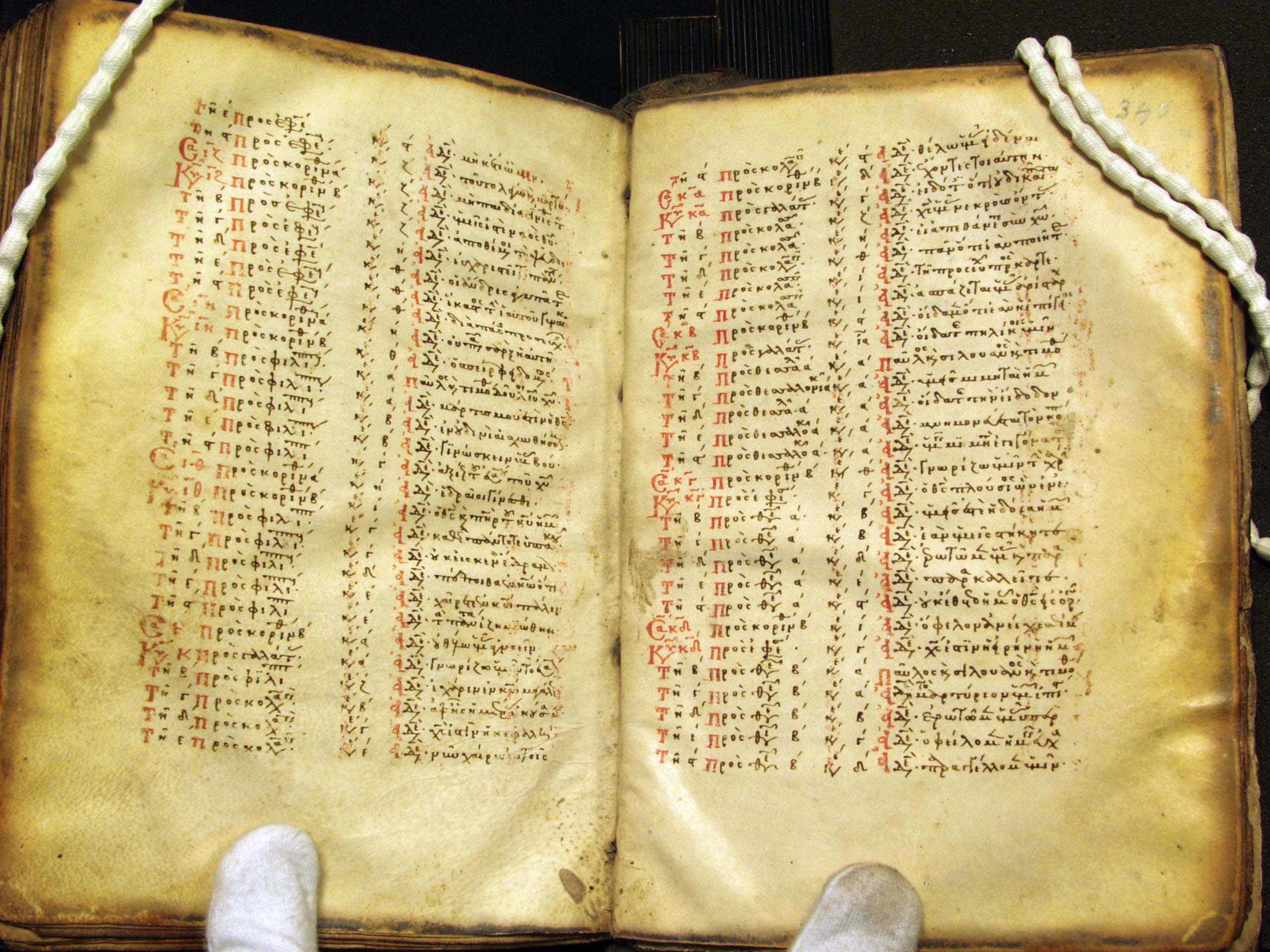
Spis treści w kodeksie 676 (Gregory-Aland) według Aparatu Eutaliusza

Aparat Eutaliusza – system podziału niektórych ksiąg Nowego Testamentu wraz z szeregiem dodatkowych informacji na marginesie tekstu, na początku oraz na końcu ksiąg, które mają na celu ułatwienie czytania tekstu biblijnego. Autorstwo aparatu przypisuje się tradycyjnie Eutaliuszowi, biskupowi w Sulci, Sulca albo Sulce, który żył prawdopodobnie w V wieku.

## Opis
Aparat Eutaliusza obejmuje system znaków zamieszczanych na lewym marginesie tekstu Dziejów Apostolskich, Listów powszechnych oraz Listów św. Pawła, które dzielą tekst tych ksiąg na poszczególne sekcje. Tekst Dziejów podzielony został na 16 αναγνωσεις (czytań), Listy św. Pawła na 31 sekcji. Tekst Dziejów oraz Listów pisany jest ponadto stychometrycznie. Aparat Eutaliusza zawiera też prologi do owych ksiąg (przede wszystkim do Dziejów), listę cytatów z innych partii Biblii, tablice tekstów przeznaczonych do czytań liturgicznych, listę rozdziałów, a w nagłówkach ksiąg zamieszczone zostały ich streszczenia. Także lista miejsc, w których miały być napisane Listy oraz lista imion współpracowników Pawła. Teksty Starego Testamentu cytowane w Listach św. Pawła zostały ponumerowane i skatalogowane.

## Autorstwo
Autorstwo zazwyczaj przypisuje się bliżej nieznanemu Eutaliuszowi, którego postać jest trudna do zidentyfikowania. Nie wiadomo nawet, w którym wieku żył Eutaliusz (IV-VI), najczęściej określany jest on jako biskup w Sulci na Sardynii. Tregelles uważał, że chodzi o miejscowość Sulca w Egipcie. Wake i L.A. Zacagni określali Eutaliusza jako biskupa w Sulce, w pobliżu Syene.
Nie ma też powszechnej zgody co do tego, czy autor aparatu rzeczywiście miał na imię Eutaliusz. Niektórzy badacze sugerują, że rzeczywistym autorem aparatu może być Ewagriusz. John Mill uważał, że rzeczywistym autorem był Teodor z Mopsuestii. Friedrich Bleek traktował propozycję Milla jako prawdopodobną. Hermann von Soden był zdania, że Eutaliusz żył dopiero w VII wieku, być może w Antiochii.
Problem autorstwa po dziś dzień nie został rozstrzygnięty. Nie wiadomo też, jaka część aparatu rzeczywiście pochodzi od Eutaliusza (ewentualnie Ewagriusza), a co zostało później doń dodane. Bruce M. Metzger uważał, że od Eutaliusza pochodzi tylko część aparatu, ponieważ niektóre z rękopisów nie zawierają całego jego materiału; różnią się też w szczegółach. Niektóre rękopisy stosują aparat Eutaliusza w Listach powszechnych, ale nie stosują go w Listach św. Pawła.
Aparat Eutaliusza posiada Codex Mutinensis, Minuskuł 1, Minuskuł 3 i wiele innych średniowiecznych rękopisów biblijnych.